# スポルティング・クルーベ・デ・ゴア
スポルティング・クルーベ・デ・ゴア (ポルトガル語: Sporting Clube de Goa、略称：SCゴア) はインド・ゴア州を本拠地とするサッカークラブである。2016-17シーズンはゴア・プロフェッショナルリーグに所属している。クラブはポルトガルのサッカークラブ、スポルティング・クルーベ・デ・ポルトゥガルを参考として設立されたものであり、クラブのエンブレムも似た形が採用されている。
現在のクラブは1999年に解散することとなった「シダーデ・デ・ゴア」(ポルトガル語: Cidade de Goa) を現在のクラブオーナーが買取り、新たなクラブとして設立したものである。

## 歴史
スポルティング・クルーベ・デ・ゴアはプロサッカークラブとして1999年に誕生した。ゴア州の州都パナジを本拠地としていたクラブ「シダーデ・デ・ゴア」 (Cidade de Goa) が解散すると、パナジ市政府は新しくサッカークラブを設立することを決定した。SCゴアはヴァスコSCに続き、市政府による2つ目のサッカークラブとなった。設立後は急速な進歩を遂げ、2001-02シーズンのフェデレーションカップでは1部リーグに所属していたイースト・ベンガルを下すなどベスト4にまで進出した。
2003-04シーズンに当時の1部リーグであったナショナル・フットボール・リーグへと昇格した。このシーズンもフェデレーションカップで準決勝まで進出したが、モフン・バガン・スーパー・ジャイアントに敗れ決勝進出はならなかった。またこのシーズンはバスによる事故に巻き込まれる形で4人のキープレーヤーがリーグに参加できなくなり、その他複数の選手が負傷により出場できないという緊急事態を迎えたが、ナイジェリア人選手マクファーリン・ドゥドゥ・オマグビミの活躍もあってチームは短期間で低迷期を脱し、イースト・ベンガルやモフン・バガン、サルガオカー、マヒンドラ・ユナイテッドといった強豪クラブと互角に渡り合った。2005年にはフェデレーションカップで決勝に進出し準優勝した。翌シーズンは2年連続で決勝に進出したが、PK戦の末にモフン・バガンに敗れ優勝はならなかった。2009-10シーズンは14チーム中13位に終わり2部リーグに降格することとなったが、翌シーズンは2位に入り再びIリーグへと昇格した。

## エンブレム
SCゴアのエンブレムはスポルティング・クルーベ・デ・ポルトゥガル（略称：スポルティングCP）を真似て制作されたものであるが、完全に同一のデザインというわけではない。最も大きな違いはスポルティングCPのエンブレムにはクラブ名が完全な形で入れられているが、SCゴアのエンブレムにはSCGという略称の形でしか入っていない点である。またスポルティングCPのエンブレムはダークグリーンと黄色の2色で構成されているが、SCゴアのエンブレムはダークグリーンと白の2色で構成されている。

## クラブカラー
クラブのエンブレムの色が緑と白の2色で構成されているのに対し、正式なクラブカラーは橙と白の2色となっている。実際クラブのニックネームは「燃え立つオレンジ」となっている。ホーム用ユニフォームは上半身が橙色、下半身が白色、アウェー用ユニフォームは上下ともに白、襟の部分が橙色となっている。

## スタジアム

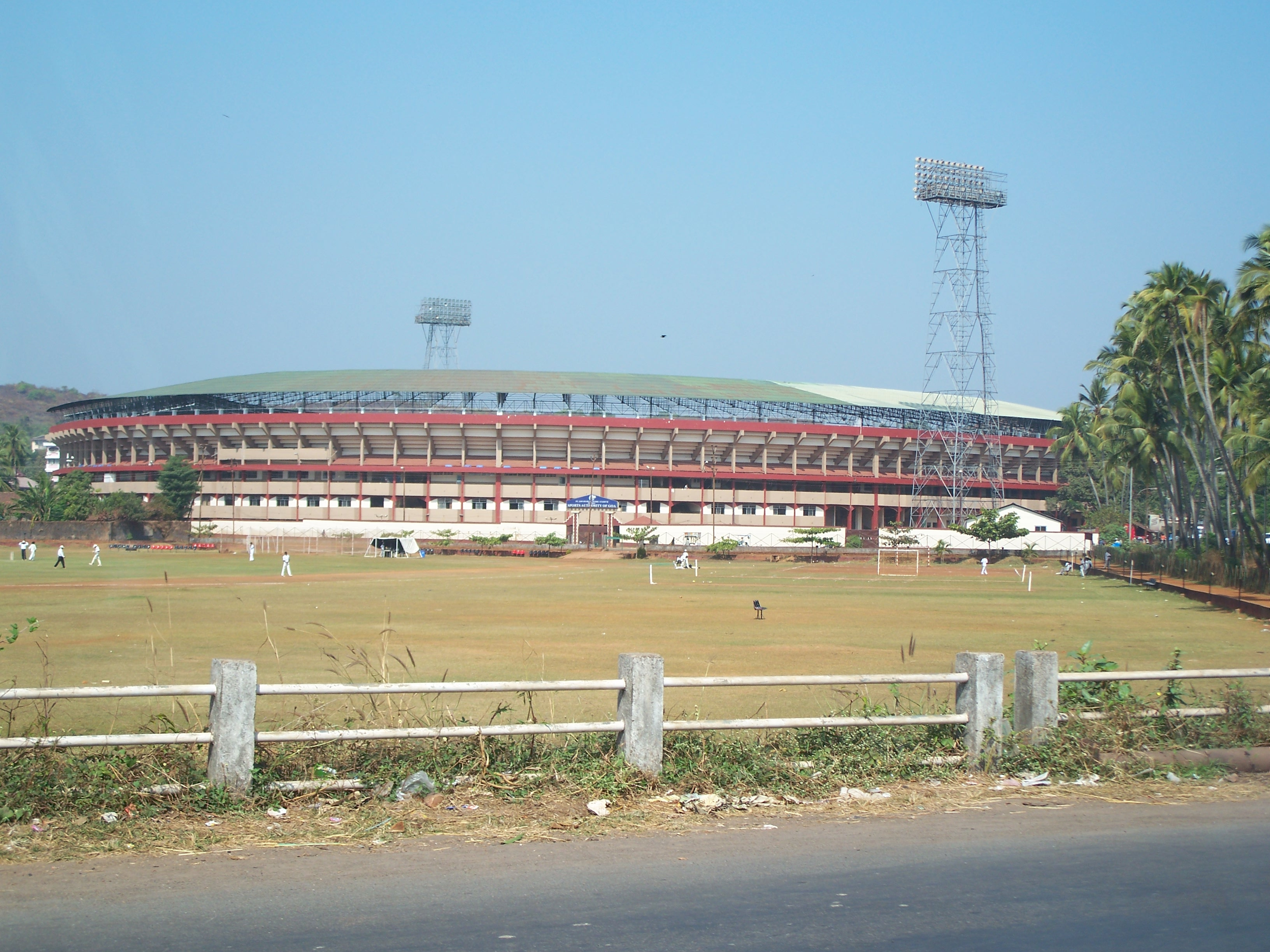
マドガーオンにあるファトルダ・スタジアム

伝統的にSCゴアはゴア州マドガーオンにあるファトルダ・スタジアムをホームスタジアムとしている。しかし、クラブが2部リーグに降格した2011年にはリーグがホーム・アンド・アウェー方式を採用しなかったため、メーガーラヤ州シロンのジャワハルラール・ネルー・スタジアムでプレーした。2011-12シーズンには1部リーグのIリーグへと復帰し再びファトルダ・スタジアムでプレーすることとなった。

## キット

### キット製作
- 2011-現在 : アディダス

### 胸スポンサー
- 2011-現在 : Models

## コミュニティ
クラブのマスコットはズンバ (Zumba) という名前である。また、クラブの公式ソングはゴア州の有名バンドSky High with pompにより作曲された「Flaming Orange」である。

## 獲得タイトル
- Iリーグ2部
  - 2位 (1) : 2011

## 歴代所属選手
- 新井健二 2010
- 杉下聖哉 2012 - 2013

## 歴代監督
- オスカル・ブルソン (2012-2014)[3][4]
- マテウス・コスタ (2014-2019)[5][6]
- フランシスコ・ヴァス (2019-2022)[7]
- アルマンド・コラソ (2022-)